# 新潟県道48号長岡西山線

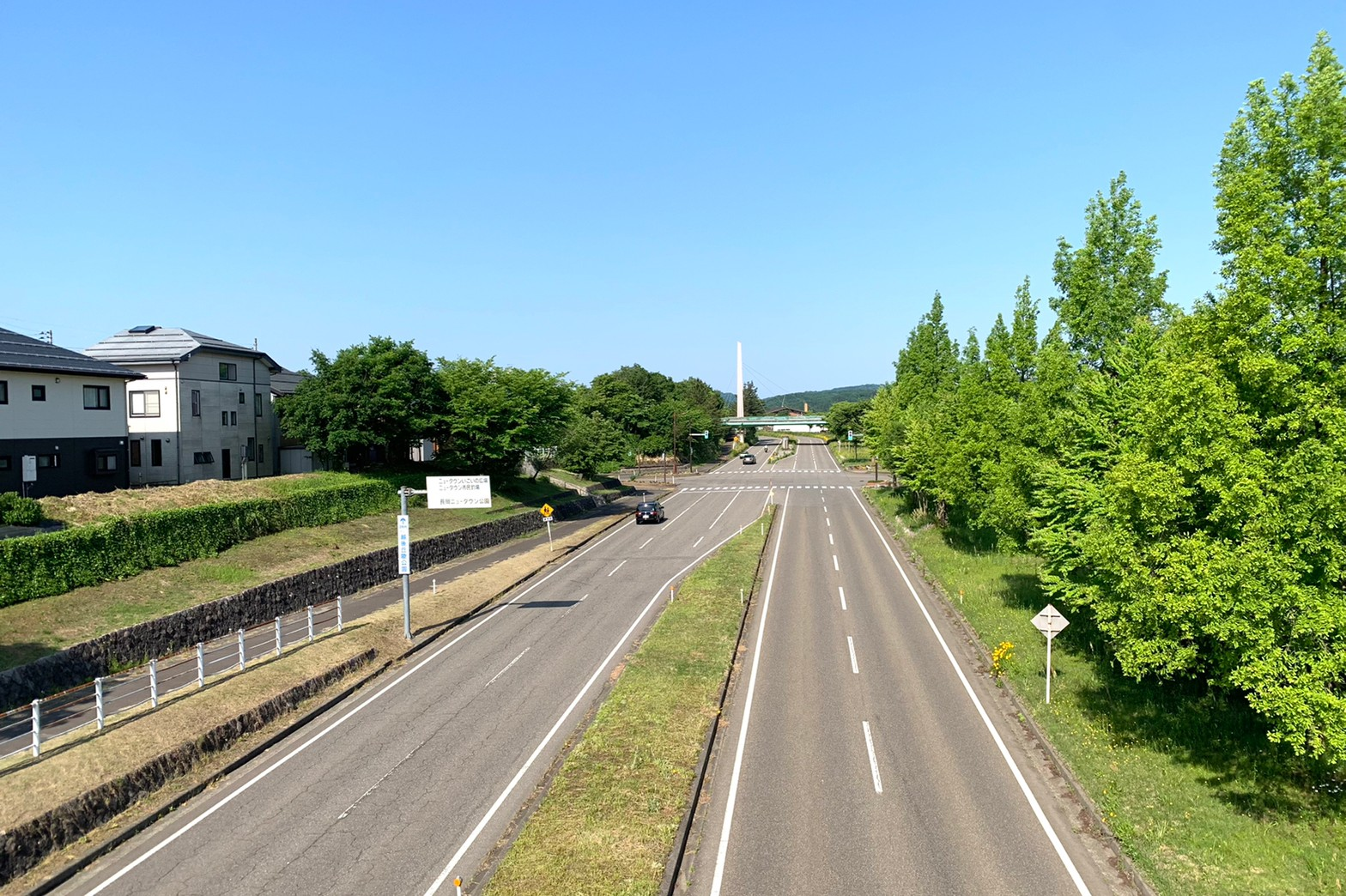
長岡ニュータウン付近（2022年5月）

新潟県道48号長岡西山線（にいがたけんどう48ごう ながおかにしやません）は、新潟県長岡市から柏崎市に至る県道（主要地方道）である。

## 概要

### 路線データ
- 実延長：22,485.1m[1]
- 起点：新潟県長岡市大字日越（国道8号交点）
- 終点：新潟県柏崎市西山町石地字鰐ケ渕（国道352号交点）

## 歴史
- 1993年（平成5年）5月11日 - 建設省から、県道長岡西山線が長岡西山線として主要地方道に指定される[2]。

## 路線状況

### 重複区間
- 国道404号・新潟県道166号大荒戸越路線（長岡市大字日越 - 新産四丁目交差点）

## 地理

### 通過する自治体
- 長岡市
- 柏崎市

### 交差する道路
- 国道8号（長岡バイパス）（起点：日越交差点）
- 国道404号（新潟県道166号大荒戸越路線重複）（長岡市大字日越）
- 国道404号（新潟県道166号大荒戸越路線重複）（長岡市、新産四丁目交差点）
- 国道8号（長岡バイパス）（宮本インターチェンジ）
- 新潟県道467号宮本大島線（宮本一交差点）
- 新潟県道444号中永宮本線（宮本三交差点）
- 国道116号（西山バイパス・出雲崎バイパス）（荒谷インターチェンジ）
- 新潟県道574号寺泊西山線（灰爪交差点）
- 国道352号（北陸道）（終点：柏崎市西山町石地字鰐ケ渕）

## 周辺
- 関越自動車道 長岡インターチェンジ
- JR越後線 石地駅
- 医療法人立川メディカルセンター 悠遊健康村病院
- 医療法人崇徳会 田宮病院
- 長岡技術科学大学
- 長岡市立総合支援学校
- 長岡市立青葉台中学校
- 長岡市立青葉台小学校
- 長岡市立宮本小学校
- 柏崎市立内郷小学校
- 柏崎市立石地小学校
- 長岡ニュータウン
- 新潟県立歴史博物館
- 国営越後丘陵公園
- 藤橋遺跡（藤橋歴史の広場）
- 長岡市西陵の森（雪国植物園）
- 石地海水浴場